# Beatebergs distrikt
Beatebergs distrikt är ett distrikt i Töreboda kommun och Västra Götalands län. 
Distriktet ligger sydost om Töreboda. 

## Tidigare administrativ tillhörighet
Distriktet inrättades 2016 och utgörs av socknen Beateberg i Töreboda kommun.
Området motsvarar den omfattning Beatebergs församling hade vid årsskiftet 1999/2000.